# (30512) 2001 HO8
2001 إتش أو 8 (ويعرف أيضًا باسم (30512) 2001 إتش أو 8 وفق تسمية الكوكب الصغير) (بالإنجليزية: 2001 HO8)‏ هو كويكب ضمن حزام الكويكبات؛ وترتيبه 30512 من حيث الاكتشاف.
اكتُشف هذا الجُرم الفلكي بواسطة بحث لنكولن عن الكويكبات القريبة من الأرض في 21 أبريل 2001.

## وصلات خارجية
- (30512) 2001 HO8 في قاعدة بيانات مختبر الدفع النفاث لأجرام النظام الشمسي الصغيرة

- الاكتشاف · مخطط المدار ·  العناصر المدارية · المعلمات المادية

- (30512) 2001 HO8 على موقع ويكي سكاي: DSS2, SDSS, GALEX, IRAS, Hydrogen α, X-Ray, Astrophoto, Sky Map, Articles and images